# Coulommiers-la-Tour
Coulommiers-la-Tour és un municipi francès, situat al departament del Loir i Cher i a la regió de Centre – Vall del Loira. L'any 2007 tenia 522 habitants.

## Demografia

### Població
El 2007 la població de fet de Coulommiers-la-Tour era de 522 persones. Hi havia 192 famílies, de les quals 36 eren unipersonals (20 homes vivint sols i 16 dones vivint soles), 60 parelles sense fills, 92 parelles amb fills i 4 famílies monoparentals amb fills.
La població ha evolucionat segons el següent gràfic:
Habitants censats

### Habitatges
El 2007 hi havia 222 habitatges, 201 eren l'habitatge principal de la família, 9 eren segones residències i 12 estaven desocupats. 212 eren cases i 8 eren apartaments. Dels 201 habitatges principals, 170 estaven ocupats pels seus propietaris, 28 estaven llogats i ocupats pels llogaters i 3 estaven cedits a títol gratuït; 1 tenia una cambra, 8 en tenien dues, 28 en tenien tres, 58 en tenien quatre i 106 en tenien cinc o més. 169 habitatges disposaven pel capbaix d'una plaça de pàrquing. A 77 habitatges hi havia un automòbil i a 114 n'hi havia dos o més.

### Piràmide de població
La piràmide de població per edats i sexe el 2009 era:
| Homes | Edats   | Dones |
| ----- | ------- | ----- |
| 0     | 95 o +  | 0     |
| 0     | 90 a 94 | 0     |
| 8     | 85 a 89 | 4     |
| 4     | 80 a 84 | 0     |
| 4     | 75 a 79 | 4     |
| 24    | 70 a 74 | 16    |
| 12    | 65 a 69 | 16    |
| 16    | 60 a 64 | 12    |
| 24    | 55 a 59 | 16    |
| 16    | 50 a 54 | 16    |
| 24    | 45 a 49 | 16    |
| 16    | 40 a 44 | 16    |
| 24    | 35 a 39 | 24    |
| 16    | 30 a 34 | 24    |
| 8     | 25 a 29 | 0     |
| 8     | 20 a 24 | 8     |
| 20    | 15 a 19 | 12    |
| 20    | 10 a 14 | 24    |
| 24    | 5 a 9   | 12    |
| 4     | 0 a 4   | 4     |

## Economia
El 2007 la població en edat de treballar era de 324 persones, 239 eren actives i 85 eren inactives. De les 239 persones actives 225 estaven ocupades (127 homes i 98 dones) i 14 estaven aturades (4 homes i 10 dones). De les 85 persones inactives 33 estaven jubilades, 30 estaven estudiant i 22 estaven classificades com a «altres inactius».

### Ingressos
El 2009 a Coulommiers-la-Tour hi havia 210 unitats fiscals que integraven 552,5 persones, la mediana anual d'ingressos fiscals per persona era de 18.252 €.

### Activitats econòmiques
Dels 13 establiments que hi havia el 2007, 2 eren d'empreses de fabricació d'altres productes industrials, 5 d'empreses de construcció, 3 d'empreses de comerç i reparació d'automòbils, 2 d'empreses d'hostatgeria i restauració i 1 d'una empresa immobiliària.
Dels 7 establiments de servei als particulars que hi havia el 2009, 2 eren fusteries, 2 lampisteries, 2 restaurants i 1 agència immobiliària.
L'any 2000 a Coulommiers-la-Tour hi havia 15 explotacions agrícoles que ocupaven un total de 664 hectàrees.

## Equipaments sanitaris i escolars
El 2009 hi havia 2 escoles elementals.

## Poblacions més properes
El següent diagrama mostra les poblacions més properes.